# Solbergatjärnen, Värmland
Solbergatjärnen är en sjö i Degerfors kommun i Värmland och ingår i Norrströms huvudavrinningsområde.